# Quando il sole scotta
Quando il sole scotta è un film del 1970, diretto da Georges Lautner.

## Trama
Il vagabondo Jonas si ritrova per puro caso in una stazione di servizio al confine tra gli USA e il Messico. Mara, la padrona della stazione di servizio, crede di riconoscere in Jonas il figlio Rocky - scappato di casa anni prima - e Jonas sta al gioco, non rifiutando certo un posto dove può avere ospitalità per alcuni giorni.
Lo stesso giorno in cui Jonas giunge alla stazione di servizio arriva anche la figlia di Mara, Billie: lei e Jonas stringono un'amicizia prima normale, che a poco a poco diventa più stretta sino a quando Jonas non scopre il mistero che si cela sotto le attenzioni di Billie: la ragazza aveva avuto anni prima una relazione incestuosa con il fratello e, quando aveva creduto che lui la stesse lasciando, l'aveva ucciso. Nella mente contorta di Billie, Jonas è una sorta di spirito tornato dall'oltretomba per continuare quel rapporto.
Tuttavia Billie tronca la relazione, ma Jonas - innamorato ormai della ragazza - la vuole far rimanere con lui e finirà per ucciderla.